# 德州教堂槍擊案
索塞蘭泉教堂槍擊案（英語：Sutherland Springs church shooting）發生於2017年11月5日，德文·派屈克·凱利在美國得克薩斯州威爾遜郡索塞蘭泉的第一浸信會教堂犯下一起大規模槍擊案件 ，造成26人死亡，20人受傷，凶手随后在逃逸过程中死亡。
凶手在美国空军服役期期间，曾因家庭暴力行为被军事法庭裁定禁止携带或购买枪支弹药。但空军未能将该信息輸入聯邦調查局的國家犯罪信息中心数据库，导致凶手得以购买半自动步枪行凶。

## 事件經過
美國中部時間上午11時许，凶手德文·帕特里克·凯利（Devin Patrick Kelley）开着一台珍珠白福特explorer SUV抵达教堂附近。
11点20分，身穿黑色戰術裝、防弹背心、戴白色骷髅图案的黑色面罩的犯案者手持Ruger AR-556半自动步枪从教堂對面的加油站往教堂右侧方向靠近并開火。
凶手在教堂外射杀两人，从教堂右侧门进入，当时教堂正在举行周日礼拜。
在教堂内，凶犯喊道“Everybody dies, motherfuckers（所有人都去死，***（脏话））”并从中间走道边走边射击信众。
事后警察共找到15个空彈匣，每個彈匣為30发。
凶犯在犯案的11分钟内总共射出700发。
教堂内部设置的讲道录影记录了凶犯所作所为，随后上传到网络上。
该影片中凶犯只有在换弹夹时候歇手，其余时间一直射击意图造成最大杀伤。
此间，教会信众、前NRA（全国步枪联合会）教练Stephen Willeford起身逃去街对面，从自己的皮卡上取得自己的AR-15半自动步枪并返回教堂内与凶犯交火。
Willeford共射击2发，一发命中Kelly左腿，一发命中防弹衣覆盖的左侧躯干。
中弹的凶犯掉落了武器后，试图逃回SUV，路途中使用手枪开火。
Willeford在过程中又开一枪，凶犯进入SUV并沿FM539逃离。
此时，Willeford遇到街角正在停靠的一台皮卡，Willeford要求皮卡的女车主Johnnie Langendorff协助，二人随即开始沿FM539追捕。
双方以95mph的高速追逐了5-7分钟。
期间拨打911（美國報警電話號碼）向警方汇报當時的情況。
而同时Kelley给妻子和父母打电话告知自己在Sutherland Spring教堂犯案，并告知父亲自己中弹，可能将死。
通话中Kelley一直道歉。
最後，由于出血过多，Kelley最终驾车失控在Hartfield、Sandy Elm Rd路口撞上路标，再翻入阴沟，共滑行30feet（大約9米）。
Willeford和Langendorff下车观察到凶犯已无动静，便等待警察到达现场。
警方确认凶犯在受到3发枪伤、撞车所造成的头傷后在车内死亡。
现场有2支手枪，分別為Glock 19 9mm和Ruger SR22 0.22 Caliber，均由凶犯购买。

## 调查
德克萨斯游骑兵主导了事件调查，FBI和酒精烟草枪支爆炸品管理局（ATF）亦协助了调查。
调查显示袭击并非因为种族或宗教立场所致，
而兇手选定袭击教堂是因为与其不和的岳母在该教堂礼拜。
凶手在袭击前，对岳母发出威胁短信，并在袭击中杀死了岳母的母亲（Lula White）。

## 受害者
袭击中共有26人死亡、20人受伤。
死者中有10女、7男、7女孩、1男孩以及1个未出生的婴儿。
23人死于教堂内，1人死于医院，2人死于教堂外。
最长者77岁。
受害者中包括了教会牧师14岁的女儿（牧师当日不在）和来访牧师Bryan Holcombe一家8口人（包括未出世的婴儿）。
受伤者被送往Floresville的Connally纪念医院、San Antonio的大学医院、Fort Sam Houston的Brooke陆军医疗中心。

## 凶手簡介
凶手德文·帕特里克·凯利生于1991年2月21日，德克萨斯州新布朗费尔斯也就是距离案发地35英里。他只上学到高中，然后就因为在高中期间一系列“说谎、不服从管教、粗口和毒品问题”而被记录在案。高中同学回忆他虽然另类但很受欢迎、很合群。但是其武术老师则回忆称Kelley选修武术就是因为被其他同学霸凌。2009年，Kelley以260/393名、2.32绩点分毕业。
凯利随后参军入空军后勤部、新墨西哥的Holloman空军基地直到2014年。2012年，他被指控袭击妻子和击打自己孩子的头骨。面对上级教官的指控，Kelley的反应是以死相逼。随后他被发现试图私运枪支进入基地、在网络上购买武器并邮寄到圣安东尼奥的邮政信箱而被送上军事法庭。期间他曾死亡威胁一位同事。
他被送进新墨西哥Peak行为健康中心进行精神治疗但很快逃出10英里后搭巴士返回了德州埃尔帕索。
2012年10月，凯利与妻子离婚。其妻在后来的采访中说自己整日活在恐惧之中，婚内充满了家暴，婚后又被威胁要杀她全家。
Kelley在军事法庭内受到4条指控：袭击妻子、袭击儿子、2项持有装弹枪械对准妻子、2项持有未装弹持枪威胁妻子。最终Kelley认罪前两项指控，控方放弃检控后两项。11月，法庭判处他监禁12个月、降军级、不得购买或持枪。他曾上诉到美国武装部队上诉法庭，但未成功。2014年，他被不光荣除役。
此后凯利回到家乡住在父母家农场的谷仓中。期间他曾被指控性骚扰、强奸和袭击时任女友。但最终由于当事人不再追究，当地警长放弃指控。
2014年，凯利与当时的女友结婚并搬去科罗拉多州科罗拉多泉。当年8月，他被起诉虐待自己的宠物哈士奇（包括饿它并棒打），法院裁判缓刑禁足（deferred sentence of probation）、并课罚款。
2014年6月他回到德州Kingsville并在当地第一浸信会礼拜、偶尔在查经班志工。其高中同学称期间他一直在宣扬无神论，最终迫使他删掉了Kelley的Facebook好友。
此后他又回到家乡New Braunfels并撒谎掩盖自己的过去，最终成功在德州警察局得到了保安员职位，负责巡视县内的Summit度假房车营地和Schlitterbahn水上乐园。期间他的亲人回忆道他变得很creepy、非常不讨人喜、控制欲极强。
犯案前一周，他来到第一浸信会参加一个嘉年华，全身着黑。两位教会执事说由于他行为实在太过诡异，大家都被迫留心提防。其中一位教会成员为了安全起见前去确认他有无携带枪支。
前空军同事称Kelley曾说要购买狗等动物作为活靶子训练。他也曾多次提起诸如Charleston教堂枪击案并称自己也要模仿。最终这些言论迫使该同事将他在Facebook上解除好友。
2012年，凯利从空军基地杂货店购入了1支左轮手枪、1支手枪。此后又先后购买了2支手枪、1支左轮手枪、1支半自动步枪。犯案前一周他把自己的Facebook头像图片换成了Ruger AR-556半自动步枪。
犯案的步枪在2016年4月购入自圣安东尼奥Academy Sports + Outdoors。购入时他填写了ATF4473表并说谎说自己没有犯罪记录。由于空军军事法庭的记录未能在全国犯罪信息库中显示，军火店出售了枪支。2018年，一位受害人家属起诉空军和国防部的过失。

## 另見
- 美国的大规模枪击事件